# Roger Mompezat
Roger Georges Mompezat, né à Bordeaux le 3 avril 1899 et décédé le 21 mars 1958 à Toulouse, est un compagnon de la Libération. 
Avant la guerre, il est militant de la Section française de l'Internationale ouvrière (SFIO) à Toulouse et il écrit dans le journal Le Midi socialiste.
Avec Henri Sevenet, membre de S.O.E (F), il fonde le Corps franc de la Montagne Noire. Dès le début de la guerre, il prend une part active à la Résistance et a été membre de plusieurs réseaux de résistance.

## Distinctions
- Officier de la Légion d'honneur
- Compagnon de la Libération - décret du 20 janvier 1946
- Croix de guerre 1939–1945 (3 citations)
- Médaille de la Résistance française avec rosette par décret du 11 mars 1947[1]
- Military Cross (GB)
- Médaille de la Résistance polonaise en France

## Mémoire
Une rue de Toulouse porte son nom.